# Trabzonspor Kulübü 2013-2014
Questa pagina raccoglie i dati riguardanti il Trabzonspor Kulübü nelle competizioni ufficiali della stagione 2013-2014.

## Maglie e sponsor
- Türk Telekom
- Nike

| İç saha forması | Deplasman forması | 3. forma | 4. forma |

## Rosa
| N. |                           | Ruolo | Calciatore          |
| -- | ------------------------- | ----- | ------------------- |
| 1  | Turchia (bandiera)        | P     | Onur Kıvrak         |
| 4  | Turchia (bandiera)        | D     | Aykut Demir         |
| 5  | Portogallo (bandiera)     | D     | José Bosingwa       |
| 6  | Costa d'Avorio (bandiera) | D     | Souleymane Bamba    |
| 7  | Turchia (bandiera)        | C     | Volkan Şen          |
| 8  | Turchia (bandiera)        | C     | Abdülkadir Özdemir  |
| 10 | Polonia (bandiera)        | C     | Adrian Mierzejewski |
| 11 | Turchia (bandiera)        | C     | Yasin Öztekin       |
| 12 | Brasile (bandiera)        | A     | Paulo Henrique      |
| 14 | Turchia (bandiera)        | C     | Soner Aydoğdu       |
| 15 | Costa d'Avorio (bandiera) | C     | Didier Zokora       |
| 17 | Turchia (bandiera)        | A     | Batuhan Karadeniz   |
| 18 | Turchia (bandiera)        | C     | Aykut Akgün         |
| 20 | Argentina (bandiera)      | C     | Gustavo Colman      |
| 22 | Turchia (bandiera)        | D     | Mustafa Yumlu       |

| N. |                      | Ruolo | Calciatore      |
| -- | -------------------- | ----- | --------------- |
| 23 | Turchia (bandiera)   | D     | Giray Kaçar     |
| 25 | Brasile (bandiera)   | C     | Alanzinho       |
| 26 | Turchia (bandiera)   | P     | Fatih Öztürk    |
| 28 | Rep. Ceca (bandiera) | D     | Ondřej Čelůstka |
| 29 | Turchia (bandiera)   | P     | Tolga Zengin    |
| 32 | Turchia (bandiera)   | C     | Yusuf Erdoğan   |
| 50 | Turchia (bandiera)   | C     | Ufuk Sonay      |
| 83 | Austria (bandiera)   | A     | Marc Janko      |
| 86 | Brasile (bandiera)   | D     | Emerson         |
| 88 | Turchia (bandiera)   | D     | Caner Osmanpaşa |
| 89 | Turchia (bandiera)   | P     | Zeki Ayvaz      |
| 91 | Turchia (bandiera)   | D     | Zeki Yavru      |
| 92 | Turchia (bandiera)   | C     | Olcan Adın      |
| 99 | Francia (bandiera)   | A     | Florent Malouda |

## Risultati

### UEFA Europa League

#### Turni preliminari di qualificazione
| Arbitro: | Artyom Kuchin |

|                                                                 |           |                         |
| Mierzejewski 10’ Paulo Henrique 15’ Molloy 39’ (aut.) Kaçar 52’ | Marcatori | 24’ McDaid 32’ Kavanagh |

| Arbitro: | Michael Lerjéus |

|  |           |                                     |
|  | Marcatori | 56’, 82’ Paulo Henrique 90’ Özelmir |

| Arbitro: | Rene Eisner |

|  |           |                    |
|  | Marcatori | 41’ Paulo Henrique |

| Trebisonda 8 agosto 2013, ore 21:00 UTC+3 Terzo turno preliminare - Ritorno | Trabzonspor    | 0 – 0 referto | Dinamo Minsk | Hüseyin Avni Aker\| Arbitro: \| Stephan Studer \| |
| Arbitro:                                                                    | Stephan Studer |               |              |                                                   |

| Arbitro: | Stanislav Todorov |

|  |           |                                            |
|  | Marcatori | 31’ (rig.) Mierzejewski 68’ Paulo Henrique |

| Arbitro: | Libor Kovařik |

|                                     |           |             |
| Paulo Henrique 14’, 64’ Malouda 54’ | Marcatori | 11’ Popović |

#### Fase a gironi
| Arbitro: | Antonio Mateu Lahoz |

|                   |           |                         |
| Sangoy 18’ (rig.) | Marcatori | 19’ Malouda 86’ Erdoğan |

| Arbitro: | Hansson |

|                                                 |           |                            |
| Erdoğan 12’ Mierzejewski 22’ Paulo Henrique 35’ | Marcatori | 29’ Onazi 84’ 85’ Floccari |

| Arbitro: | Vladislav Bezborodov |

|                   |           |  |
| Janko 7’ Adın 83’ | Marcatori |  |

| Arbitro: | Ruddy Buquet |

|  |           |                          |
|  | Marcatori | 71’ (aut.) Dosa 79’ Adın |

| Arbitro: | Manuel Gräfe |

|                                |           |                               |
| Adın 23’, 61’, 83’ Aydoğdu 25’ | Marcatori | 68’ Abraham 80’ (rig.) Sangoy |

| Roma 12 dicembre 2013, ore 21:05 CET 6ª giornata | Lazio  | 0 – 0 referto | Trabzonspor | Stadio Olimpico (17.000 spett.)\| Arbitro: \| Turpin \| |
| Arbitro:                                         | Turpin |               |             |                                                         |

#### Fase a eliminazione diretta
| Arbitro: | Aljaksej Kulbakov |

|                         |           |  |
| Osvaldo 16’ Pogba 90+4’ | Marcatori |  |

| Arbitro: | Aleksandar Stavrev |

|  |           |                       |
|  | Marcatori | 18’ Vidal 33’ Osvaldo |

## Statistiche

### Statistiche di squadra
| Competizione     | Punti | In casa | In casa | In casa | In casa | In casa | In casa | In trasferta | In trasferta | In trasferta | In trasferta | In trasferta | In trasferta | Totale | Totale | Totale | Totale | Totale | Totale | DR  |
| Competizione     | Punti | G       | V       | N       | P       | Gf      | Gs      | G            | V            | N            | P            | Gf           | Gs           | G      | V      | N      | P      | Gf     | Gs     | DR  |
| ---------------- | ----- | ------- | ------- | ------- | ------- | ------- | ------- | ------------ | ------------ | ------------ | ------------ | ------------ | ------------ | ------ | ------ | ------ | ------ | ------ | ------ | --- |
| Süper Lig        | 53    | 17      | 10      | 4       | 3       | 28      | 19      | 17           | 4            | 7            | 6            | 25           | 22           | 34     | 14     | 11     | 9      | 53     | 41     | +12 |
| Coppa di Turchia | -     | 0       | 0       | 0       | 0       | 0       | 0       | 1            | 0            | 0            | 1            | 1            | 3            | 1      | 0      | 0      | 1      | 1      | 3      | -2  |
| Europa League    | -     | 7       | 4       | 2       | 1       | 16      | 10      | 7            | 5            | 1            | 1            | 10           | 3            | 14     | 9      | 3      | 2      | 26     | 13     | +13 |
| Totale           | -     | 24      | 14      | 6       | 4       | 44      | 29      | 25           | 9            | 8            | 8            | 36           | 28           | 49     | 23     | 14     | 12     | 80     | 57     | +23 |

### Andamento in campionato
| Giornata  | 1  | 2  | 3  | 4  | 5 | 6 | 7 | 8 | 9  | 10 | 11 | 12 | 13 | 14 | 15 | 16 | 17 | 18 | 19 | 20 | 21 | 22 | 23 | 24 | 25 | 26 | 27 | 28 | 29 | 30 | 31 | 32 | 33 | 34 |
| --------- | -- | -- | -- | -- | - | - | - | - | -- | -- | -- | -- | -- | -- | -- | -- | -- | -- | -- | -- | -- | -- | -- | -- | -- | -- | -- | -- | -- | -- | -- | -- | -- | -- |
| Luogo     | T  | C  | T  | C  | T | C | T | C | T  | C  | T  | C  | C  | T  | C  | T  | C  | C  | T  | C  | T  | C  | T  | C  | T  | C  | T  | C  | T  | T  | C  | T  | C  | T  |
| Risultato | P  | V  | P  | V  | V | V | N | N | P  | V  | P  | V  | V  | P  | N  | P  | V  | N  | N  | P  | N  | V  | N  | P  | V  | N  | N  | V  | N  | V  | V  | N  | P  | V  |
| Posizione | 17 | 12 | 15 | 10 | 7 | 4 | 5 | 5 | 10 | 6  | 7  | 6  | 5  | 7  | 7  | 8  | 7  | 6  | 8  | 9  | 9  | 7  | 7  | 7  | 4  | 4  | 6  | 4  | 4  | 4  | 4  | 4  | 5  | 4  |

Legenda:

Luogo: C = Casa; T = Trasferta. Risultato: V = Vittoria; N = Pareggio; P = Sconfitta.